# Гейрат
Гейрат (азерб. Qeyrət, Честь) — азербайджанская политическая партия социал-федералистов в Российской Империи.
Партия «Гейрат» была создана летом 1905 года в Елисаветполе на основе существующего «Тюркского революционного комитета социал-федералистов».

## Предыстория
В начале 1905 года в Елисаветполе были распространены две листовки за подписью Тюркского социально-федеративного революционного комитета. Первая прокламация, озаглавленная призывом «Кавказские племена, объединяйтесь!», была датирована 14 февраля 1905 года. Вторая прокламация была более обширна по содержанию и включала в себя определенные программные установки. В ней говорилось о непосильных налогах, которыми обложила кавказские народы Российская империя, поработившая их более ста лет назад. Прокламация призывала все кавказские народы к объединению. «Тюркский революционный комитет социал-федералистов» явился первой азербайджанской организацией, выдвинувшей идею автономии и федеративного устройства России. Этот комитет стал основой сформировавшейся в Елисаветполе партии «Гейрат».

## Деятельность партии
Возглавляли партию юрист Алекпербек Рафибейли, присяжный поверенный при Елисаветпольском окружном суде А. Хасмамедов, бывший помощник пристава полицейской части города А. Кулибеков, переводчик мирового судьи К. Рафибеков. Позднее отделение партии возникло в Баку. Определённым влиянием партия «Гейрат» пользовалась и в Шуше. В 1906 году партия временно прекратила существование. 
После февральской революции 1917 года партия была вновь собрана под новым названием «Тюркская партия федералистов». Её лидером становится Насиб-бек Уссубеков. 2 апреля 1917 года партией был организован многочисленный митинг в Елисаветполе, на котором была зачитана программа партии. В июне 1917 года «Тюркская партия федералистов» сливается с партией «Мусават», под новым названием «Тюркская демократическая партия федералистов Мусават».